# Henry Hinz
Henry Johannes Hinz (* 12. August 1904 in Berlin als Henry Johannes Rogge; † 16. Juni 1986 in Hamburg-Altona) war ein deutscher Politiker (NSDAP).

## Leben und Tätigkeit
Hinz wurde im Berliner Stadtteil Oranienburger Vorstadt als unehelicher Sohn des Dienstmädchens Elise Rogge geboren. Nachdem die Mutter 1908 den Hamburger Gastwirt Johannes Hinz heiratete, nahm Henry am 4. November 1918 mit Bewilligung seines Stiefvaters den Familiennamen Hinz an.
Nach dem Besuch der Volksschule und der Gewerbeschule arbeitete Hinz als Elektriker bei den Hamburger Elektrizitätswerken in Hamburg-Bahrenfeld. Zum 20. Juli 1925 trat Hinz in die NSDAP ein (Mitgliedsnummer 11.350). Der Eintritt in die SA erfolgte am 28. Juli 1926.
Am 1. April 1933 trat Hinz von der SA zur SS über (Mitgliedsnummer 72.207). Am 20. April 1937 wurde er zum SS-Untersturmführer ernannt, um in dieser Eigenschaft bis 1945 die 4. SS-Standarte (Altona) zu führen.
Hinz trat am 21. September 1944 im Nachrückverfahren für den ausgeschiedenen Abgeordneten Wilhelm Schroeder als Abgeordneter in den nationalsozialistischen Reichstag ein, dem er bis zum Ende der NS-Herrschaft im Frühjahr 1945 als Abgeordneter für den Wahlkreis 34 (Hamburg) angehörte.
Nach Ende des Zweiten Weltkrieges lebte Hinz weiterhin in Hamburg. Sein Grab befindet sich auf dem Friedhof Bornkamp in Hamburg.